# Baby, You're a Rich Man
Baby, You're a Rich Man is een lied geschreven door het schrijversduo Lennon-McCartney. Het lied werd in 1967 door de Britse popgroep The Beatles uitgebracht als B-kant van een single met All You Need Is Love op de A-kant. Deze single behaalde in diverse landen, waaronder Groot-Brittannië, Verenigde Staten en Nederland, de eerste plaats in de hitlijsten. Baby, You're a Rich Man is tevens uitgebracht op de albums Magical Mystery Tour uit 1967 en Yellow Submarine Songtrack uit 1999. Het ontbreekt dus zowel op de originele soundtrack dubbel-ep van Magical Mystery Tour en de soundtrack-ep van Yellow submarine. Wel is de song te horen in de tekenfilm Yellow Submarine uit 1968.

## Achtergrond
In mei 1967 sloten The Beatles een overeenkomst met United Artists om mee te werken aan een tekenfilm gebaseerd op het lied Yellow Submarine uit 1966. In deze overeenkomst zegden The Beatles ook toe om een soundtrack met daarop enkele nieuwe nummers te leveren. Baby, You're a Rich Man was het eerste lied dat John Lennon en Paul McCartney voor deze soundtrack schreven. Uiteindelijk werd het nummer wel gebruikt in de tekenfilm zelf, maar niet uitgebracht op de ep-soundtrack omdat Baby, You're a Rich Man al eerder was uitgebracht als B-kant van de All You Need Is Love-single.
Net als A Day in the Life is Baby, You're a Rich Man een combinatie van twee liedjes die Lennon en McCartney afzonderlijk van elkaar hadden geschreven. Lennon schreef het couplet over 'the beautiful people', terwijl McCartney het refrein ('Baby, you're a rich man too') schreef. 'The beautiful people' verwijst naar de opkomende hippiecultuur in Europa en de Verenigde Staten. Hippies werden in die tijd in de media omschreven als 'beautiful people'.

## Opnamen
Baby, You're a Rich Man is het eerste lied van The Beatles dat buiten de Abbey Road Studios opgenomen en gemixt is. Op 11 mei 1967 namen The Beatles het lied op in de Olympic Sound Studios in de Londense wijk Barnes. Die dag namen The Beatles 12 takes van het lied op. John Lennon speelde die dag onder andere op een Clavioline, een voorloper van de synthesizer. Opmerkelijk is dat het lied in één dag werd opgenomen en gemixt. Volgens geluidstechnicus Keith Grant waren The Beatles niet gewend aan deze snelle manier van werken.
Volgens Beatles biograaf Mark Lewisohn staat op de twee dozen waarin de tapes van de opname van Baby You're a Rich Man bewaard werden, naast de naam 'The Beatles' ook '+ Mick Jagger?' geschreven. Omdat het zeker is dat Rolling Stones zanger Mick Jagger aanwezig was tijdens de sessie, is het zeer goed mogelijk dat Jagger ook meezingt tijdens het refrein van het lied. Wie wel zeker aanwezig was was Brian Jones, hij bespeelt de hobo.

## Credits
- John Lennon - zang, clavioline, piano
- Paul McCartney - zang, piano, basgitaar
- George Harrison - zang, gitaar, handgeklap
- Ringo Starr - drums, tamboerijn, maraca's, handgeklap
- Eddie Kramer - vibrafoon
- Brian Jones - hobo
- Mick Jagger - achtergrondzang (niet geheel zeker)